# Bombardier CRJ100/200
Bombardier Aerospace CRJ100/200, förkortat CRJ-100 samt CRJ-200 (tidigare Canadair CRJ100/200), är regionala passagerarflygplan som finns i två versioner, ER och LR, varav ER har lite svagare räckvidd än LR. Båda varianterna kan bära 50 passagerare och 3 besättningsmedlemmar. Flygplanen tillverkades mellan 1991 och 2006 och totalt 1 021 byggdes innan programmet avslutades.

## Varianter
CRJ 100/200 finns i fyra olika varianterː 
CRJ 100
CRJ100 är den ursprungliga versionen. Den är utrustad med två motorer av modell General Electric CF34-3A1. Första kund var Lufthansa år 1992. Andra operatörer inkluderar Air Canada Jazz, Comair och många fler. Flygplanet tar 50 passagerare.
CRJ 200
CRJ200 är identisk med CRJ100 förutom motorerna. De har uppgraderats till modell CF34-3B1, som har ökad effektivitet.
CRJ 440
Liknar CRJ200 men med minskad MTOW (Maximum Takeoff Weight, maximal startvikt) och kapacitet för endast 40 till 44 passagerare. Enda kund, med 69 flygplan, är Pinnacle Airlines.
Challenger 800/850
En affärsjetvariant av CRJ 200.

## Bilder

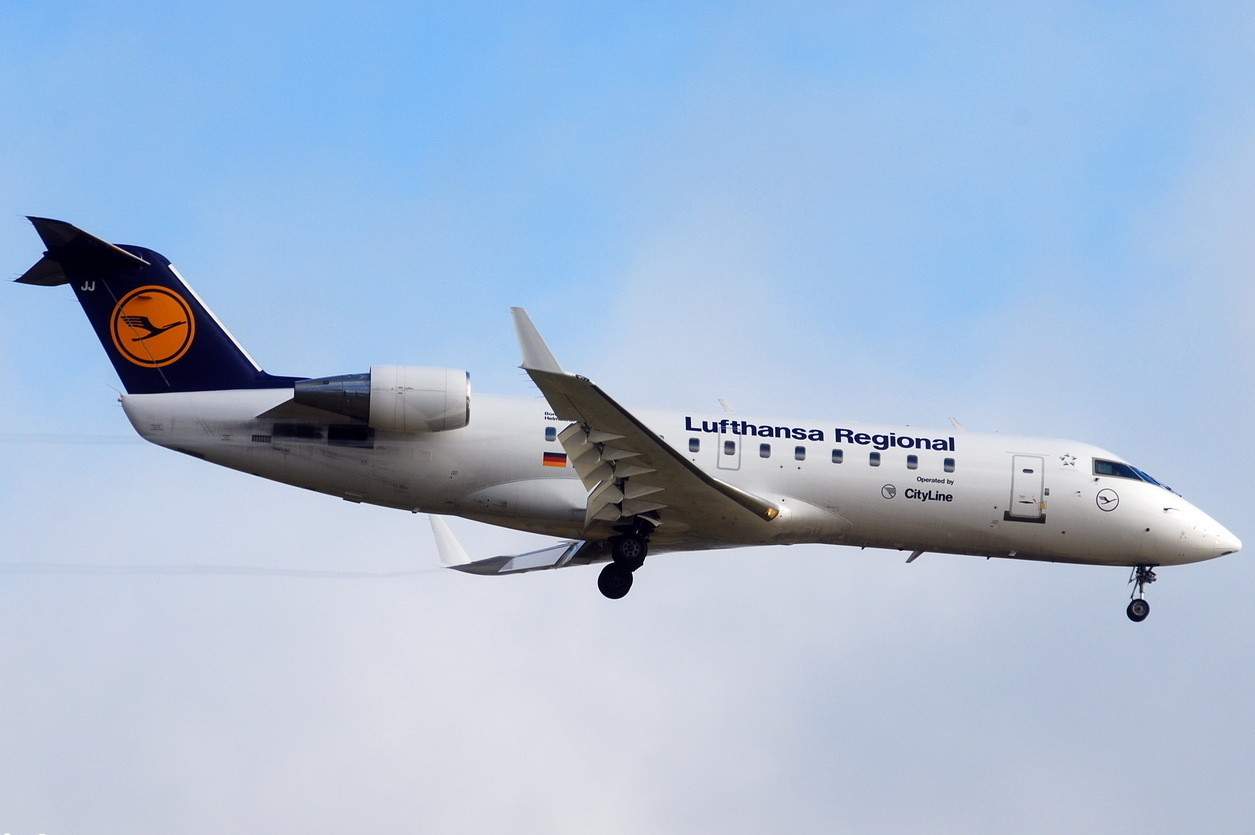
CRJ-100, Lufthansa CityLine.
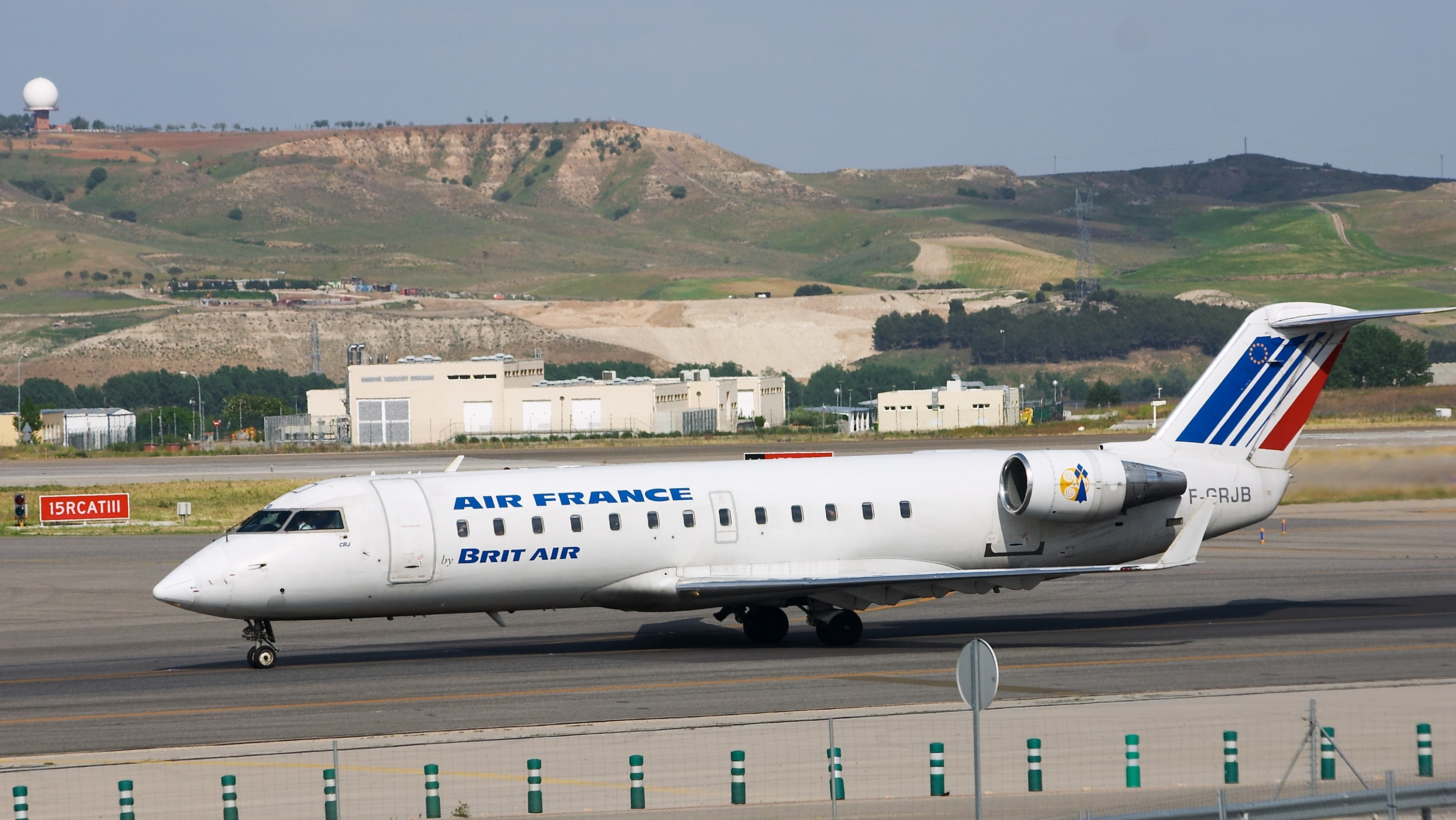
CRJ 100, Brit Air.
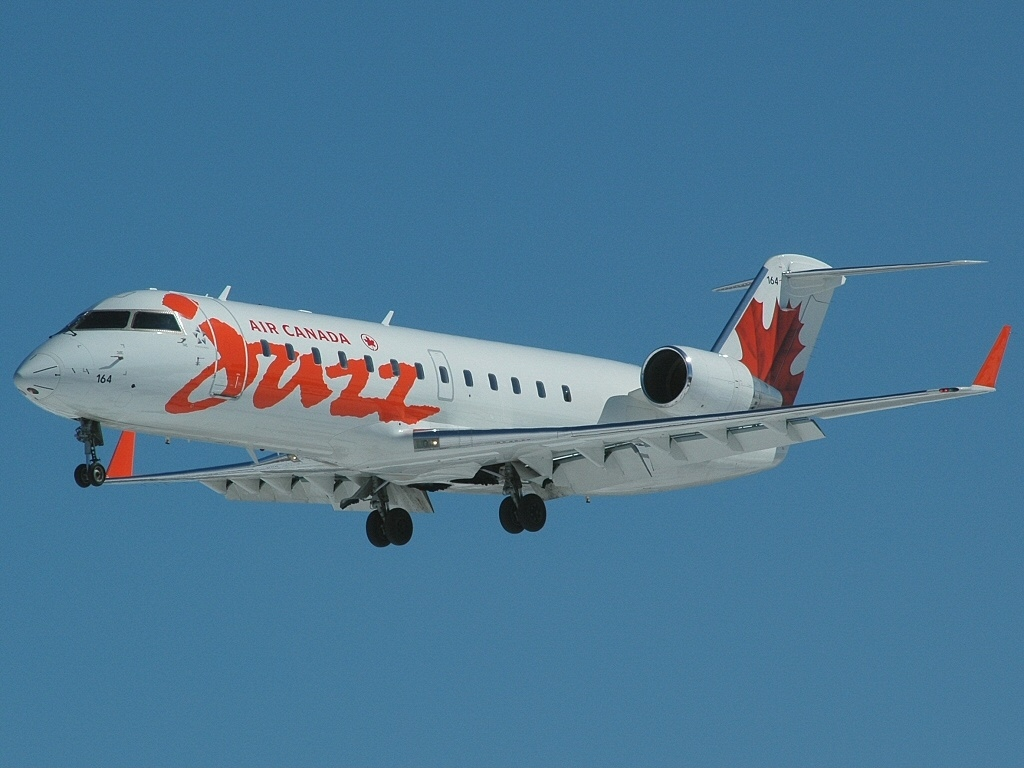
CRJ-200, Jazz Air.
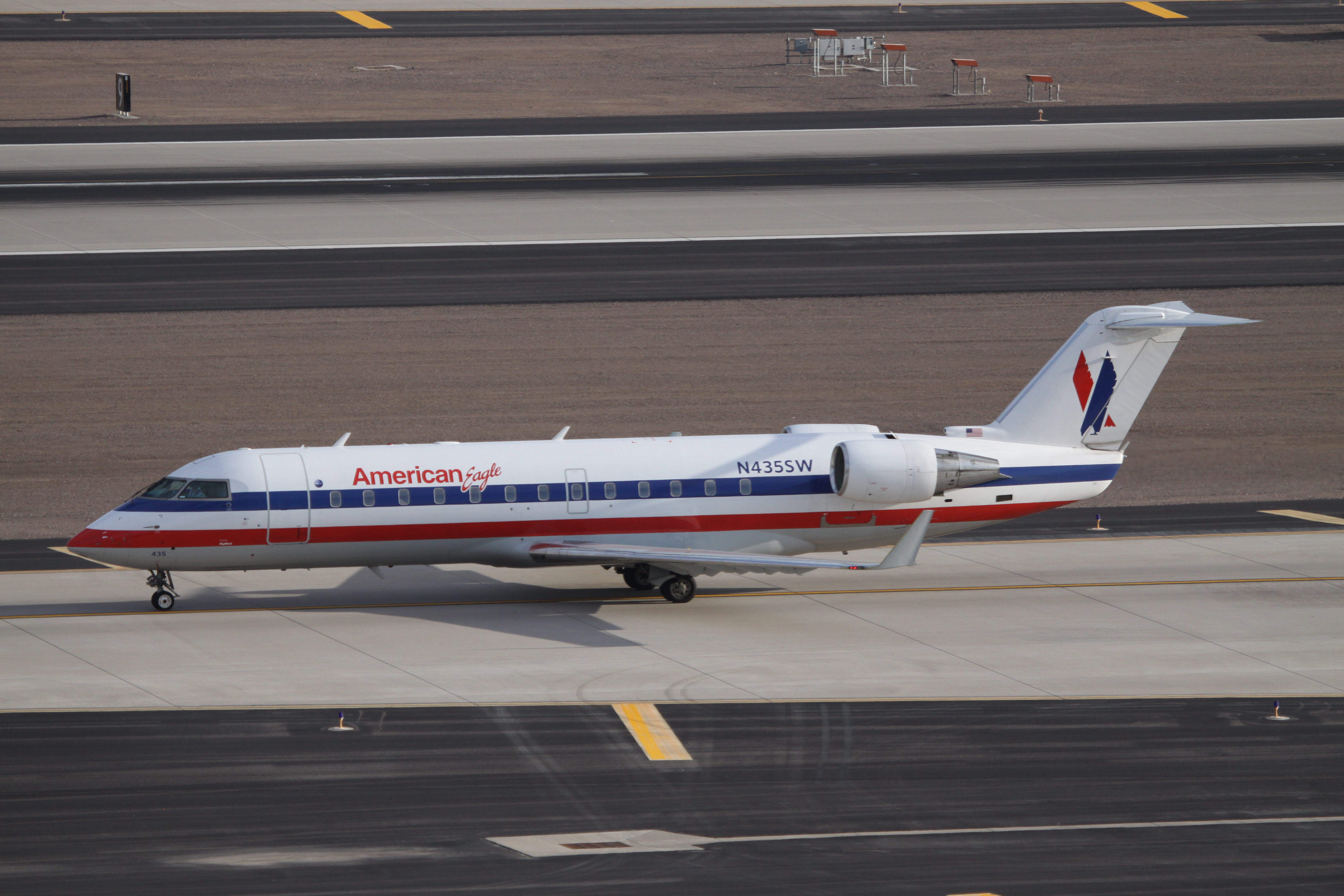
,CJ-200, American Eagle Airlines.
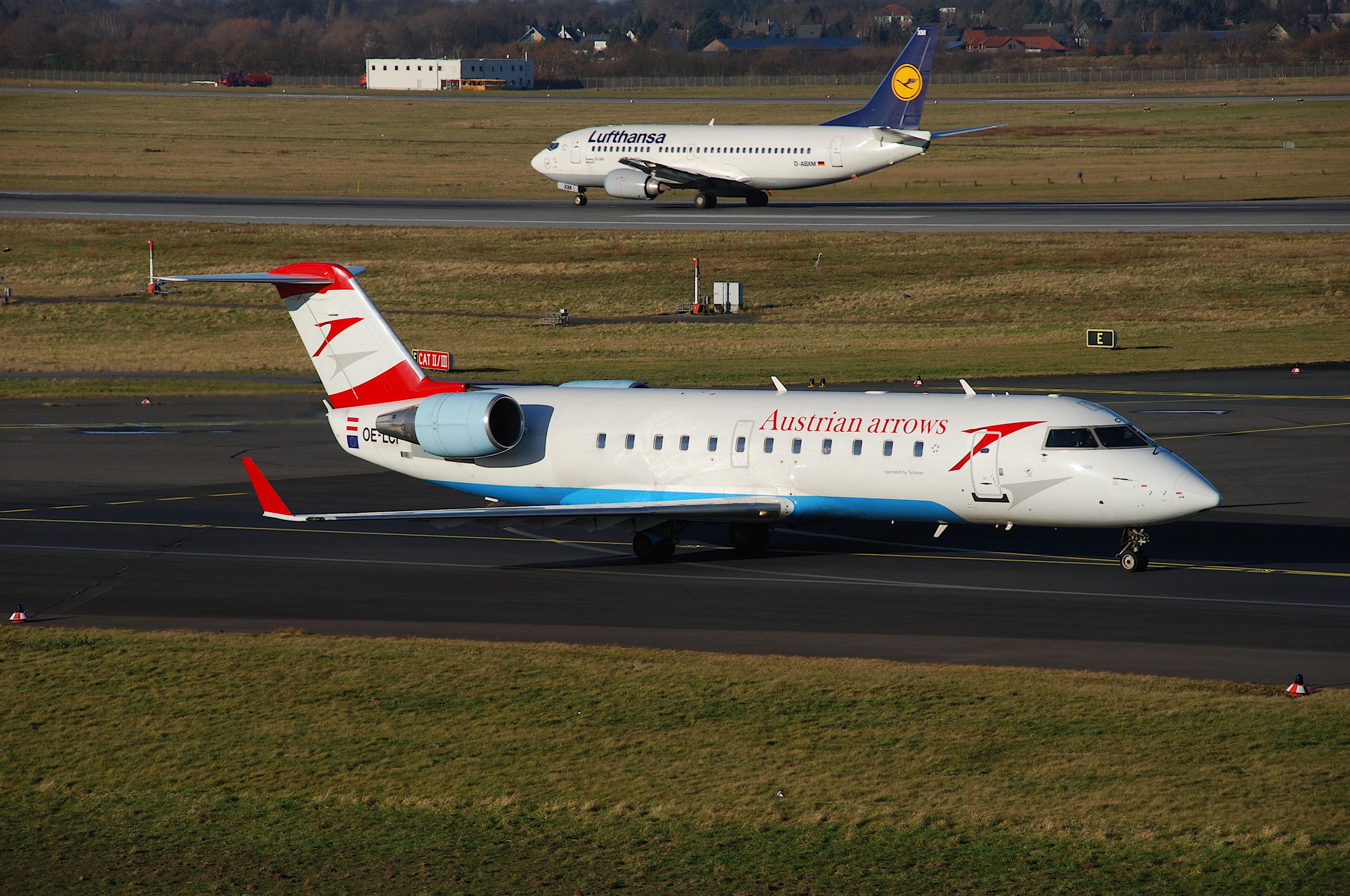
CRJ 200, Austrian Arrows.